# Liste des épisodes de The Mask, la série animée

Cette page recense la liste des épisodes de la série télévisée d'animation fantastique américaine The Mask, la série animée (1995-1997).

## Saison 1 (1995)
| № | #  | Titre | Première diffusion | Code de prod. |
| --- | -- | --- | ------------------ | ------------- |
| 1 | 1  | L'herbe est toujours plus verte chez le Mask / Être ou ne pas être... - 1re partie (The Mask Is Always Greener on the Other Side - Part 1) | 1995               | 101           |
| Cette section est vide, insuffisamment détaillée ou incomplète. Votre aide est la bienvenue ! Comment faire ? |    | |                    |               |
| 2 | 2  | L'herbe est toujours plus verte chez le Mask / Être ou ne pas être... - 2e partie (The Mask Is Always Greener on the Other Side - Part 2)  | 1995               | 102           |
| Cette section est vide, insuffisamment détaillée ou incomplète. Votre aide est la bienvenue ! Comment faire ? |    | |                    |               |
| 3 | 3  | Les Mutants (The Terrible Twos) | 1995               | 103           |
| Cette section est vide, insuffisamment détaillée ou incomplète. Votre aide est la bienvenue ! Comment faire ? |    | |                    |               |
| 4 | 4  | Le Bébé masqué (Baby's Wild Ride) | 1995               | 104           |
| Cette section est vide, insuffisamment détaillée ou incomplète. Votre aide est la bienvenue ! Comment faire ? |    | |                    |               |
| 5 | 5  | L’Ombre du Skillit (Shadow of a Skillit)                                                                                                   | 1995               | 105           |
| Cette section est vide, insuffisamment détaillée ou incomplète. Votre aide est la bienvenue ! Comment faire ? |    | |                    |               |
| 6 | 6  | Une petite sœur pour le Mask (Sister Mask)                                                                                                 | 1995               | 106           |
| Cette section est vide, insuffisamment détaillée ou incomplète. Votre aide est la bienvenue ! Comment faire ? |    | |                    |               |
| 7 | 7  | La Fiancée de Pretorius (Bride of Pretorius)                                                                                               | 1995               | 107           |
| Cette section est vide, insuffisamment détaillée ou incomplète. Votre aide est la bienvenue ! Comment faire ? |    | |                    |               |
| 8 | 8  | Psychologie inversée (Double Reverse) | 1995               | 108           |
| Cette section est vide, insuffisamment détaillée ou incomplète. Votre aide est la bienvenue ! Comment faire ? |    | |                    |               |
| 9 | 9  | Le Psycho-rap (Shrink Rap) | 1995               | 109           |
| Cette section est vide, insuffisamment détaillée ou incomplète. Votre aide est la bienvenue ! Comment faire ? |    | |                    |               |
| 10 | 10 | Mask maire (Mayor Mask) | 1995               | 110           |
| Cette section est vide, insuffisamment détaillée ou incomplète. Votre aide est la bienvenue ! Comment faire ? |    | |                    |               |
| 11 | 11 | Mask martien (Martian Mask) | 1995               | 111           |
| Cette section est vide, insuffisamment détaillée ou incomplète. Votre aide est la bienvenue ! Comment faire ? |    | |                    |               |
| 12 | 12 | Combien vaut ce chien dans la boîte de conserve ? (How Much Is That Dog in the Tin Can?)                                                   | 1995               | 112           |
| copie de site                                                                                                 |    | |                    |               |
| 13 | 13 | La Nuit d'Halloween (All Hallow's Eve) | 1995               | 113           |
| Cette section est vide, insuffisamment détaillée ou incomplète. Votre aide est la bienvenue ! Comment faire ? |    | |                    |               |
| 14 | 14 | Double Personnalité (Split Personality) | 1995               | 114           |
| Cette section est vide, insuffisamment détaillée ou incomplète. Votre aide est la bienvenue ! Comment faire ? |    | |                    |               |
| 15 | 15 | Le Noël du Mask (Santa Mask) | 1995               | 115           |
| Cette section est vide, insuffisamment détaillée ou incomplète. Votre aide est la bienvenue ! Comment faire ? |    | |                    |               |

## Saison 2 (1996)
| № | #  | Titre                                                                  | Première diffusion | Code de prod. |
| --- | -- | ---------------------------------------------------------------------- | ------------------ | ------------- |
| 1 | 16 | Minute papillon (A Comedy of Eras)                                     | 1996               | 201           |
| Cette section est vide, insuffisamment détaillée ou incomplète. Votre aide est la bienvenue ! Comment faire ? |    |                                                                        |                    |               |
| 2 | 17 | Des verts et des pas murs (Goin' for the Green)                        | 1996               | 202           |
| Cette section est vide, insuffisamment détaillée ou incomplète. Votre aide est la bienvenue ! Comment faire ? |    |                                                                        |                    |               |
| 3 | 18 | Le Mask et la Plume (Flight as a Feather)                              | 1996               | 203           |
| Cette section est vide, insuffisamment détaillée ou incomplète. Votre aide est la bienvenue ! Comment faire ? |    |                                                                        |                    |               |
| 4 | 19 | Le Bon, la Brute et la Merlan (The Good, the Bad and the Fish Guy)     | 1996               | 204           |
| Cette section est vide, insuffisamment détaillée ou incomplète. Votre aide est la bienvenue ! Comment faire ? |    |                                                                        |                    |               |
| 5 | 20 | Inauguration surprise (Malled)                                         | 1996               | 205           |
| Cette section est vide, insuffisamment détaillée ou incomplète. Votre aide est la bienvenue ! Comment faire ? |    |                                                                        |                    |               |
| 6 | 21 | Télé-surfer (Channel Surfin')                                          | 1996               | 206           |
| Cette section est vide, insuffisamment détaillée ou incomplète. Votre aide est la bienvenue ! Comment faire ? |    |                                                                        |                    |               |
| 7 | 22 | Mask au gratin (Mask au Gratin)                                        | 1996               | 207           |
| Cette section est vide, insuffisamment détaillée ou incomplète. Votre aide est la bienvenue ! Comment faire ? |    |                                                                        |                    |               |
| 8 | 23 | Les dinosaures sont de retour (Jurassic Mask)                          | 1996               | 208           |
| Cette section est vide, insuffisamment détaillée ou incomplète. Votre aide est la bienvenue ! Comment faire ? |    |                                                                        |                    |               |
| 9 | 24 | Le Mask fait son cinéma / Le Cinéma et moi (You Oughta Be in Pictures) | 1996               | 209           |
| Cette section est vide, insuffisamment détaillée ou incomplète. Votre aide est la bienvenue ! Comment faire ? |    |                                                                        |                    |               |
| 10 | 25 | Rencontre du deuxième type vert (For All Mask-Kind)                    | 1996               | 210           |
| Cette section est vide, insuffisamment détaillée ou incomplète. Votre aide est la bienvenue ! Comment faire ? |    |                                                                        |                    |               |
| 11 | 26 | Mariages et pas d'enterrement (Up the Creek)                           | 1996               | 211           |
| Cette section est vide, insuffisamment détaillée ou incomplète. Votre aide est la bienvenue ! Comment faire ? |    |                                                                        |                    |               |
| 12 | 27 | Un boogie d'enfer (Boogie with the Man)                                | 1996               | 212           |
| Cette section est vide, insuffisamment détaillée ou incomplète. Votre aide est la bienvenue ! Comment faire ? |    |                                                                        |                    |               |
| 13 | 28 | Retour vers le passé (What Goes Around Comes Around)                   | 1996               | 213           |
| Cette section est vide, insuffisamment détaillée ou incomplète. Votre aide est la bienvenue ! Comment faire ? |    |                                                                        |                    |               |
| 14 | 29 | Une île de rêve (All Hail the Mask)                                    | 1996               | 214           |
| Cette section est vide, insuffisamment détaillée ou incomplète. Votre aide est la bienvenue ! Comment faire ? |    |                                                                        |                    |               |
| 15 | 30 | La Grande Parade (Power of Suggestion)                                 | 1996               | 215           |
| Cette section est vide, insuffisamment détaillée ou incomplète. Votre aide est la bienvenue ! Comment faire ? |    |                                                                        |                    |               |
| 16 | 31 | Le Bras droit du président (Mr Mask Goes to Washington)                | 1996               | 216           |
| Cette section est vide, insuffisamment détaillée ou incomplète. Votre aide est la bienvenue ! Comment faire ? |    |                                                                        |                    |               |
| 17 | 32 | Monsieur Météo (Rain of Terror)                                        | 1996               | 217           |
| Cette section est vide, insuffisamment détaillée ou incomplète. Votre aide est la bienvenue ! Comment faire ? |    |                                                                        |                    |               |
| 18 | 33 | Le Cerveau et sa bande (The Mother of All Hoods)                       | 1996               | 218           |
| Cette section est vide, insuffisamment détaillée ou incomplète. Votre aide est la bienvenue ! Comment faire ? |    |                                                                        |                    |               |
| 19 | 34 | Mégaglycemie (To Bee or Not to Bee)                                    | 1996               | 219           |
| Cette section est vide, insuffisamment détaillée ou incomplète. Votre aide est la bienvenue ! Comment faire ? |    |                                                                        |                    |               |
| 20 | 35 | Le Philtre d'amour (Love Potion Number 8 1/2)                          | 1996               | 220           |
| Cette section est vide, insuffisamment détaillée ou incomplète. Votre aide est la bienvenue ! Comment faire ? |    |                                                                        |                    |               |
| 21 | 36 | Le Virus informatique (Cool Hand Mask)                                 | 1996               | 221           |
| Cette section est vide, insuffisamment détaillée ou incomplète. Votre aide est la bienvenue ! Comment faire ? |    |                                                                        |                    |               |
| 22 | 37 | Mask, prends garde à toi (Broadway Malady)                             | 1996               | 222           |
| Cette section est vide, insuffisamment détaillée ou incomplète. Votre aide est la bienvenue ! Comment faire ? |    |                                                                        |                    |               |
| 23 | 38 | Mask au pays des Ombres (Enquiring Masks Want to Know)                 | 1996               | 223           |
| Cette section est vide, insuffisamment détaillée ou incomplète. Votre aide est la bienvenue ! Comment faire ? |    |                                                                        |                    |               |
| 24 | 39 | Mask au 23e siècle (Future Mask)                                       | 1996               | 224           |
| Cette section est vide, insuffisamment détaillée ou incomplète. Votre aide est la bienvenue ! Comment faire ? |    |                                                                        |                    |               |
| 25 | 40 | Destin hermétique (Sealed Fate)                                        | 1996               | 225           |
| Cette section est vide, insuffisamment détaillée ou incomplète. Votre aide est la bienvenue ! Comment faire ? |    |                                                                        |                    |               |
| 26 | 41 | Mask au Paradis (The Angels Wanna Wear My Green Mask)                  | 1996               | 226           |
| Cette section est vide, insuffisamment détaillée ou incomplète. Votre aide est la bienvenue ! Comment faire ? |    |                                                                        |                    |               |
| 27 | 42 | La Rébellion des chasseurs du Bounty (Mutiny of the Bounty Hunters)    | 1996               | 227           |
| Cette section est vide, insuffisamment détaillée ou incomplète. Votre aide est la bienvenue ! Comment faire ? |    |                                                                        |                    |               |
| 28 | 43 | Le Congrès des malfaiteurs (Convention of Evil)                        | 1996               | 228           |
| Cette section est vide, insuffisamment détaillée ou incomplète. Votre aide est la bienvenue ! Comment faire ? |    |                                                                        |                    |               |
| 29 | 44 | Vert marine (The Green Marine)                                         | 1996               | 229           |
| Cette section est vide, insuffisamment détaillée ou incomplète. Votre aide est la bienvenue ! Comment faire ? |    |                                                                        |                    |               |
| 30 | 45 | Pour une poignée de billets verts (Counterfeit Mask)                   | 1996               | 230           |
| Cette section est vide, insuffisamment détaillée ou incomplète. Votre aide est la bienvenue ! Comment faire ? |    |                                                                        |                    |               |

## Saison 3 (1997)
| № | #  | Titre                                                                              | Première diffusion | Code de prod. |
| --- | -- | ---------------------------------------------------------------------------------- | ------------------ | ------------- |
| 1 | 46 | Le Magicien (Magic)                                                                | 1997               | 301           |
| Cette section est vide, insuffisamment détaillée ou incomplète. Votre aide est la bienvenue ! Comment faire ? |    |                                                                                    |                    |               |
| 2 | 47 | Roulez jeunesse (Little Big Mask)                                                  | 1997               | 302           |
| Cette section est vide, insuffisamment détaillée ou incomplète. Votre aide est la bienvenue ! Comment faire ? |    |                                                                                    |                    |               |
| 3 | 48 | L'Aventure intérieure (Fantashtick Voyage)                                         | 1997               | 303           |
| Cette section est vide, insuffisamment détaillée ou incomplète. Votre aide est la bienvenue ! Comment faire ? |    |                                                                                    |                    |               |
| 4 | 49 | Le Justicier masqué (They Came from Within)                                        | 1997               | 304           |
| Cette section est vide, insuffisamment détaillée ou incomplète. Votre aide est la bienvenue ! Comment faire ? |    |                                                                                    |                    |               |
| 5 | 50 | Histoires à se moucher debout (To Have and Have Snot)                              | 1997               | 305           |
| Cette section est vide, insuffisamment détaillée ou incomplète. Votre aide est la bienvenue ! Comment faire ? |    |                                                                                    |                    |               |
| 6 | 51 | L'Anniversaire du Mask (Mystery Cruise)                                            | 1997               | 306           |
| Cette section est vide, insuffisamment détaillée ou incomplète. Votre aide est la bienvenue ! Comment faire ? |    |                                                                                    |                    |               |
| 7 | 52 | De la concurrence (The Goofalotatots)                                              | 1997               | 307           |
| Cette section est vide, insuffisamment détaillée ou incomplète. Votre aide est la bienvenue ! Comment faire ? |    |                                                                                    |                    |               |
| 8 | 53 | Quand les cochons gouverneront le monde (When Pigs Ruled the Earth)                | 1997               | 308           |
| Cette section est vide, insuffisamment détaillée ou incomplète. Votre aide est la bienvenue ! Comment faire ? |    |                                                                                    |                    |               |
| 9 | 54 | La Planète du marchand de glaces / Quand Stanley rencontre Ace (The Aceman Cometh) | 1997               | 309           |
| Cette section est vide, insuffisamment détaillée ou incomplète. Votre aide est la bienvenue ! Comment faire ? |    |                                                                                    |                    |               |